# NGC 3272
NGC 3272 is een dubbelster in het sterrenbeeld Kleine Leeuw. Het hemelobject werd op 9 maart 1866 ontdekt door de Zweedse astronoom Herman Schultz.